# Реальный словарь классических древностей
Реа́льный слова́рь класси́ческих древносте́й (нем. Reallexikon des classischen Altertums für Gymnasien — Реальный словарь классических древностей для гимназий) — энциклопедический словарь имён, понятий и терминов, описывающих быт, мифологию, право, экономику, политику Древней Греции и Древнего Рима. Он стал основным учебным пособием в немецких и русских классических гимназиях с конца XIX века, был переведён на 16 языков.
1-е издание вышло в 1855 году, 6-е — в 1882 году и было переведено на русский язык к 1885 году, 8-е издание — в 1914 году на немецком языке.

## Издания
Идея издания словаря появилась у книгоиздателя Бенедикта Тейбнера. Для осуществления своего замысла он обратился к Фридриху Любкеру, который при поддержке таких учёных, как Классен, Йессен, Кейль, Экштейн, Штолль и многих других, окончил труд в декабре 1854 года.
Впоследствии словарь многократно переиздавался. Второе издание словаря вышло в 1860 году, третье — в 1867 году, четвёртое — в 1874 году. В 1877, 1882 и 1891 годах вышли соответственно пятое, шестое и седьмое издания словаря под редакцией Макса Эрлера с дополнениями и улучшениями.
В 1914 году вышло восьмое издание реального словаря под редакцией Йоханнеса Геффкена и Эриха Цибарта. Все издания были отпечатаны в издательстве «Тойбнер». В 2005 году издательство Manuscriptum Verlagsbuch перевыпустило восьмое издание словаря.

## Переводы на русский язык
В России «Реальный словарь классических древностей» известен в переводе 6-го издания, вышедшего в 1882 году:
- Перевод Общества классических филологии и педагогики (Филологическое общество) был начат в апреле 1882 года. Издавался в четырёх томах в 1883—1885 годы[5], и однотомником в 1885 году в Санкт-Петербурге[6].

Перевод осуществляли: А. Д. Вейсман, Э. А. Верт, Ф. Гельбке, Л. А. Георгиевский, А. И. Давиденков, В. А. Канский, О. Ю. Клименчич, И. В. Ливанов, Н. В. Рубинский, И. А. Смирнов, П. В. Никитин. Главным редактором словаря был первоначально выбран Л. А. Георгиевский, впоследствии работу над ним возглавили Ф. Гельбке, П. В. Никитин и М. В. Пустонский, а затем Ф. Ф. Зелинский, Л. А. Георгиевский, В. А. Канский, М. С. Куторга.
- Перевод также издавался под редакцией В. И. Модестова[8]. 1-я редакция выпускалась в 5 томах в 1884—1887 годы[9], 2-я — в 1888 году[10].

Современные издания словаря:
- Любкер Ф. Реальный словарь классических древностей : Первое послереволюц. изд. на основе пер. В. Модестова и чл. О-ва клас. филологии и педагогики Ф. Гельбке [и др. : В 3 т.]. — М.: Олма-Пресс, 2001. — ISBN 5-224-01511-1.[11]
- Любкер Ф. Реальный словарь классических древностей. — М.: Директмедиа Паблишинг, 2007. — ISBN 5-94865-171-2.